# The Distillers (EP)
The Distillers es el primer 7" EP de The Distillers, grabado en Los Ángeles, CA.
Fue lanzado en 1999 por Hellcat Records. Las versiones en 7" son diferentes que en el LP del mismo nombre. Este EP contiene un sticker gratis y todas las canciones han sido escritas por la cantante Brody Dalle.

## Lista de canciones

### Lado A
1. "Old Scratch"
2. "L.A. Girl"

### Lado B
1. "Colossus U.S.A."
2. "Blackheart"

## Miembros
- Brody Dalle (en ese entonces como Brody Armstrong) - Voz, guitarra.
- Kim Fuellman - Bajo, voz.
- Matt Young - Batería.

- Datos: Q7730379